# Tegernsee (Stadt)

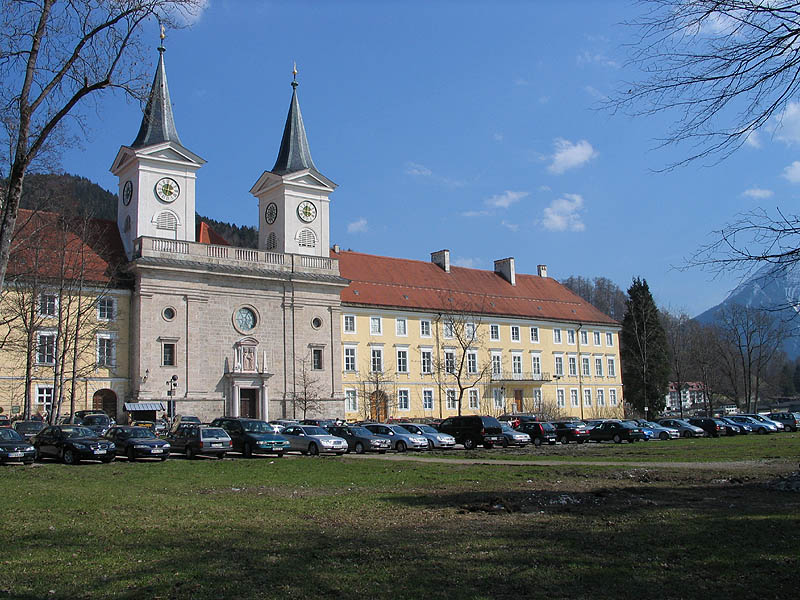
Kloster Tegernsee

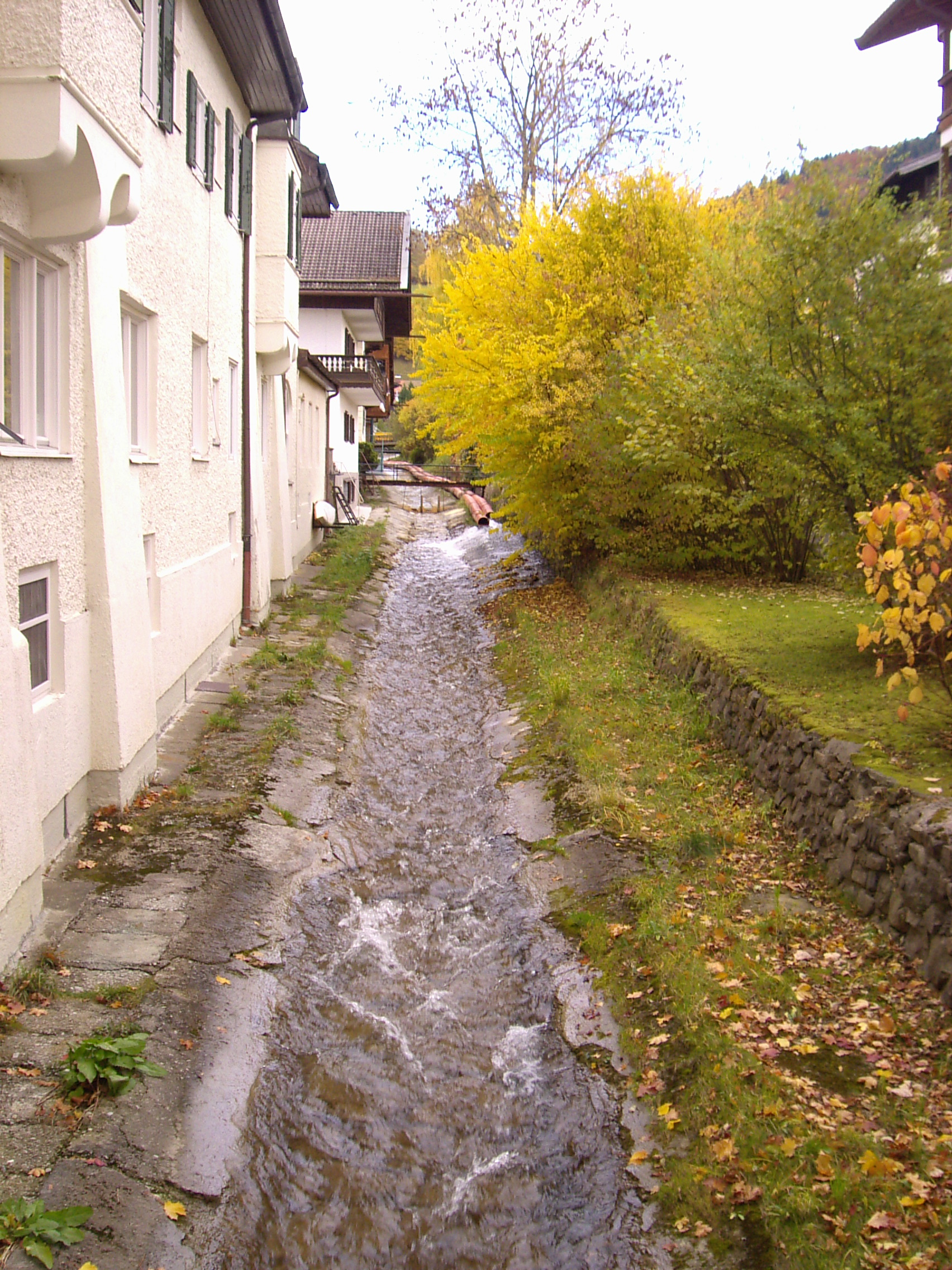
Der Alpbach im Ortszentrum

Tegernsee ist eine Stadt im oberbayerischen Landkreis Miesbach direkt am Tegernsee.

## Geographie

### Geographische Lage
Die Stadt liegt im Tegernseer Tal, am östlichen Ufer des Tegernsees im Bayerischen Oberland und am nördlichen Alpenrand. Der gesamte See einschließlich der einzigen Insel (Ringseeinsel) ist Teil des Stadtgebiets. Rund vier Kilometer östlich des Stadtzentrums liegt an der Gemeindegrenze zu Rottach-Egern die 1448 Meter hohe Baumgartenschneid.
Die Nachbargemeinden sind im Norden Gmund und im Süden Rottach-Egern. Am westlichen Ufer des Tegernsees liegt Bad Wiessee. Im Osten grenzt das Tegernseer Gemeindegebiet an das Gebiet der Gemeinde Schliersee. Jedoch ist Schliersee durch keine öffentlich befahrbare Straße direkt von Tegernsee erreichbar.
Durch die Stadtmitte fließt der Alpbach. Die Gemeindegrenze Tegernsees zu Rottach-Egern verläuft teilweise entlang der Rottach.

### Stadtgliederung
Es existiert nur der Gemeindeteil Tegernsee und nur die Gemarkung Tegernsee.

### Klima
Der heilklimatische Kurort liegt am Nordrand der Alpen und ist dem Klimatyp Hochgebirgsklima, untere Stufe, zugeordnet.

### Natur
Das folgende Schutzgebiet berührt das Stadtgebiet:
- Landschaftsschutzgebiet Schutz des Tegernsees und Umgebung (LSG-00072.01)

## Geschichte

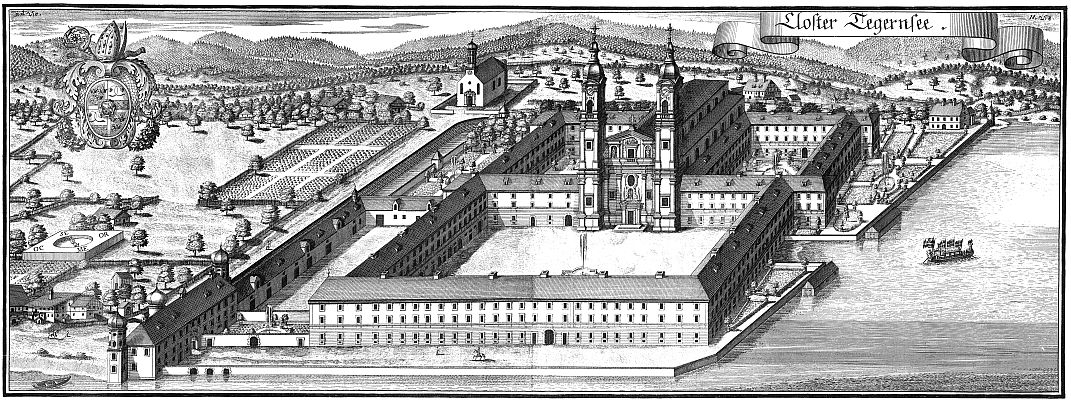
Kloster Tegernsee auf dem Kupferstich von Michael Wening

Um die Mitte des 8. Jahrhunderts – die Legende besagt im Jahr 746 – gründeten die Brüder Adalbert und Ottokar das Kloster Tegernsee, das bis zur Säkularisation im Jahr 1803 von Benediktinermönchen geführt wurde. Der Ort entwickelte sich aus der Ansiedlung von Ministerialen und der klösterlichen Landwirtschaft. Im Zuge der Säkularisation wurde die kleine Pfarrkirche (für die Landbevölkerung), die sich neben dem Kloster befand, abgerissen; in ihr befand sich die so genannte Hammerthaler Madonna, die sich nun in der Heilig-Geist-Kirche in München befindet.
Der Ort nahm erst im 19. Jahrhundert einen wirklichen Aufschwung, als das ehemalige Kloster von König Maximilian I. Joseph erworben und als Schloss genutzt wurde. Tegernsee wurde Sitz eines Landgerichts als regionaler Gerichts- und Verwaltungsbehörde. Es entwickelte sich ein Ort für Kuraufenthalte und Sommerfrische, der wie der ganze Tegernsee um die Wende zum 20. Jahrhundert vermehrt Künstler anzog. 1922 war Tegernsee der Austragungsort der Bayerischen Skimeisterschaft.
In der Zeit des Nationalsozialismus galt das Tegernseer Tal als besonders beliebt bei hochrangigen Funktionären und so ließen sich in Tegernsee und den umliegenden Gemeinden einige Nationalsozialisten nieder.
Am Ende des Zweiten Weltkriegs wurden die Hotels der Gemeinde als Hilfs-Lazarette genutzt. Rund 12.000 Verwundete und zivile Kriegsflüchtlinge waren alleine im Ort Tegernsee untergebracht. In Rückzugsgefechte verwickelte Truppen der 17. SS-Panzergrenadier-Division „Götz von Berlichingen“ wurden durch den Rekonvaleszenten Major Hannibal von Lüttichau überzeugt, sich nicht im Ort festzusetzen, sondern über Kreuth in Richtung Österreich abzuziehen. Er ging anschließend mit einer weißen Fahne zu den anrückenden Artilleristen der US-Armee und konnte diese vom Abzug der Waffen-SS überzeugen, so dass der Ort und die Bewohner und Flüchtlinge nicht beschossen wurden.
Am 15. Mai 1954 erfolgte die Stadterhebung durch das Bayerische Staatsministerium des Innern. Die Urkunde wurde im Ort von Ministerpräsident Wilhelm Hoegner dem Bürgermeister Wilhelm Dennler überreicht.

## Einwohnerentwicklung
Zwischen 1988 und 2021 sank die Einwohnerzahl von 4.066 auf 3.668 um 398 Einwohner bzw. 9,8 %.

## Politik

### Stadtrat
Die vergangenen Kommunalwahlen führten zu den folgenden Sitzverteilungen im Stadtrat:
| Partei/Liste | 2014 | 2020 |
| ------------ | ---- | ---- |
| CSU          | 5    | 7    |
| FWG          | 5    | 4    |
| GRÜNE        | -    | 2    |
| BürgerListe  | 3    | 2    |
| SPD          | 3    | 1    |
| Gesamt       | 16   | 16   |

### Wappen
| Wappen der Stadt Tegernsee | Blasonierung: „Geviert von Blau und Silber; 1 und 4 drei, zwei zu eins gestellte goldene Kronen, 2 und 3 über blauen Wellen zwei grüne Seeblätter mit verschlungenen Stielen.“ |
| Wappen der Stadt Tegernsee | Das Wappen wird seit 1886 geführt. |

### Städtepartnerschaften
Die Stadt unterhält seit 2006 eine Städtepartnerschaft zum niederösterreichischen Dürnstein. Zudem wurde 2015 eine Städtepartnerschaft mit dem in Südtirol gelegenen Kaltern geschlossen.

## Kultur und Sehenswürdigkeiten

### Bauwerke

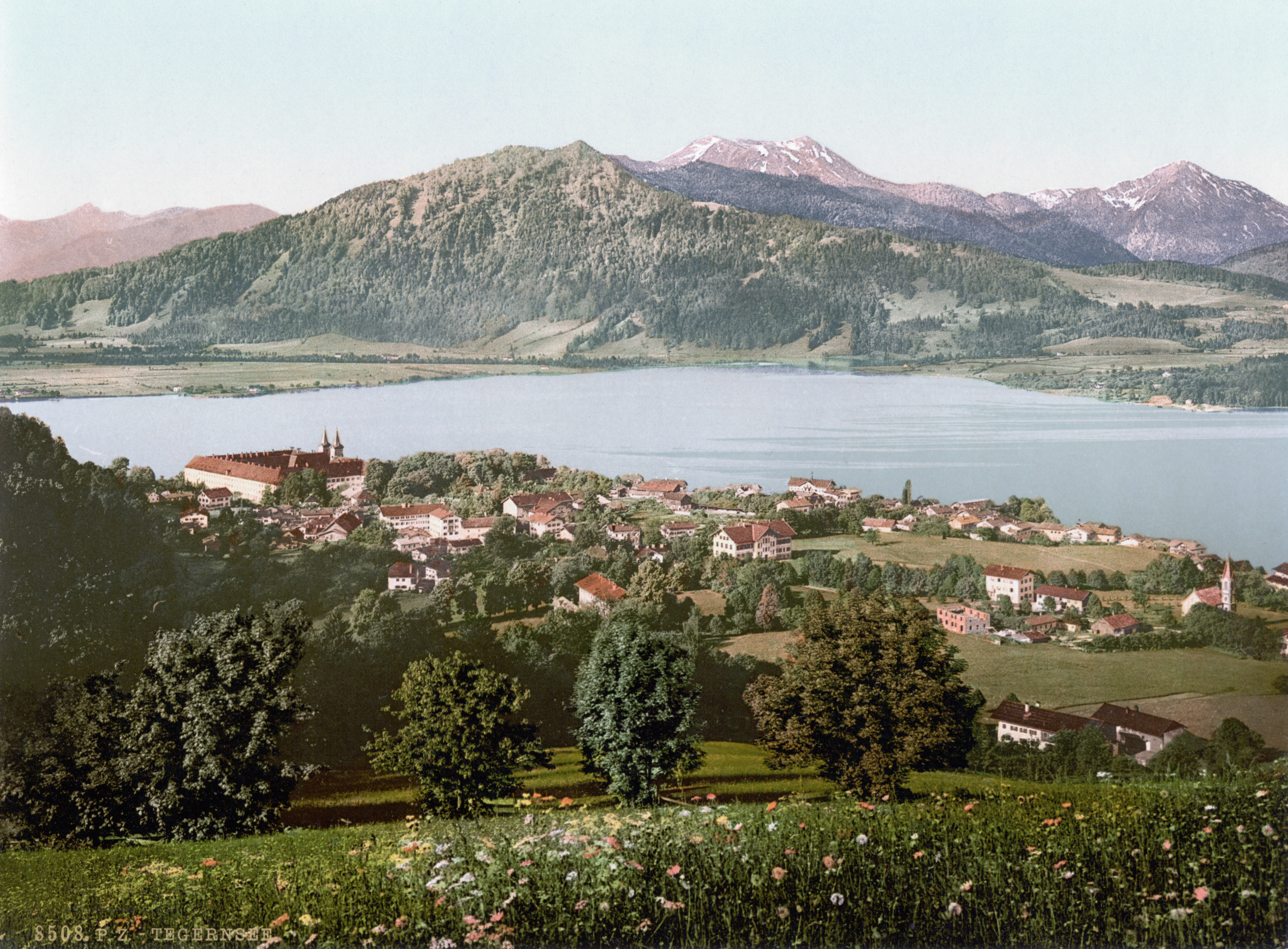
Tegernsee auf einem Fotochrom aus dem Jahr 1900

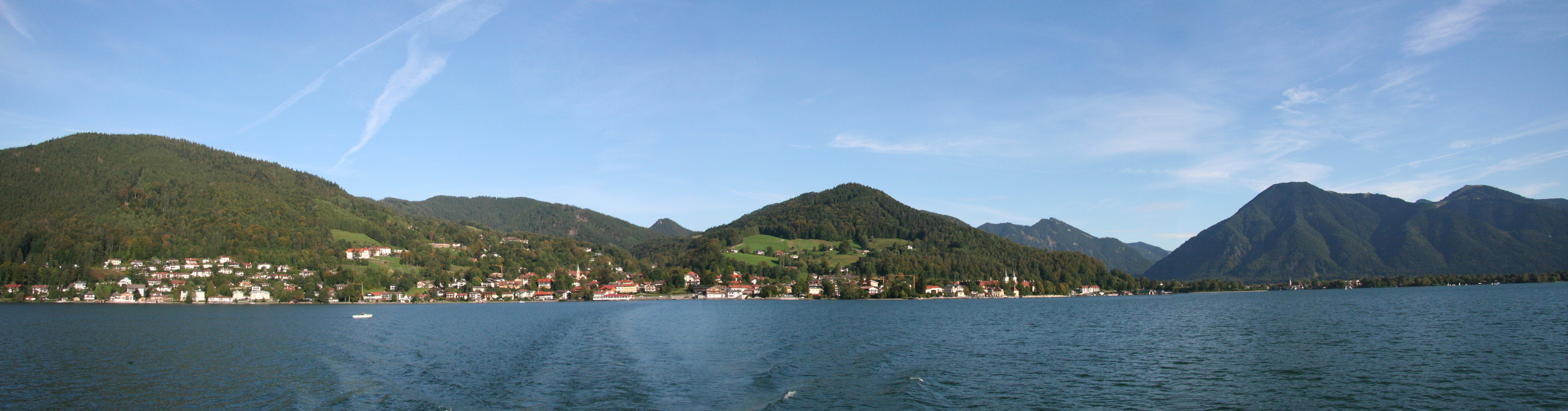
Panorama von Tegernsee

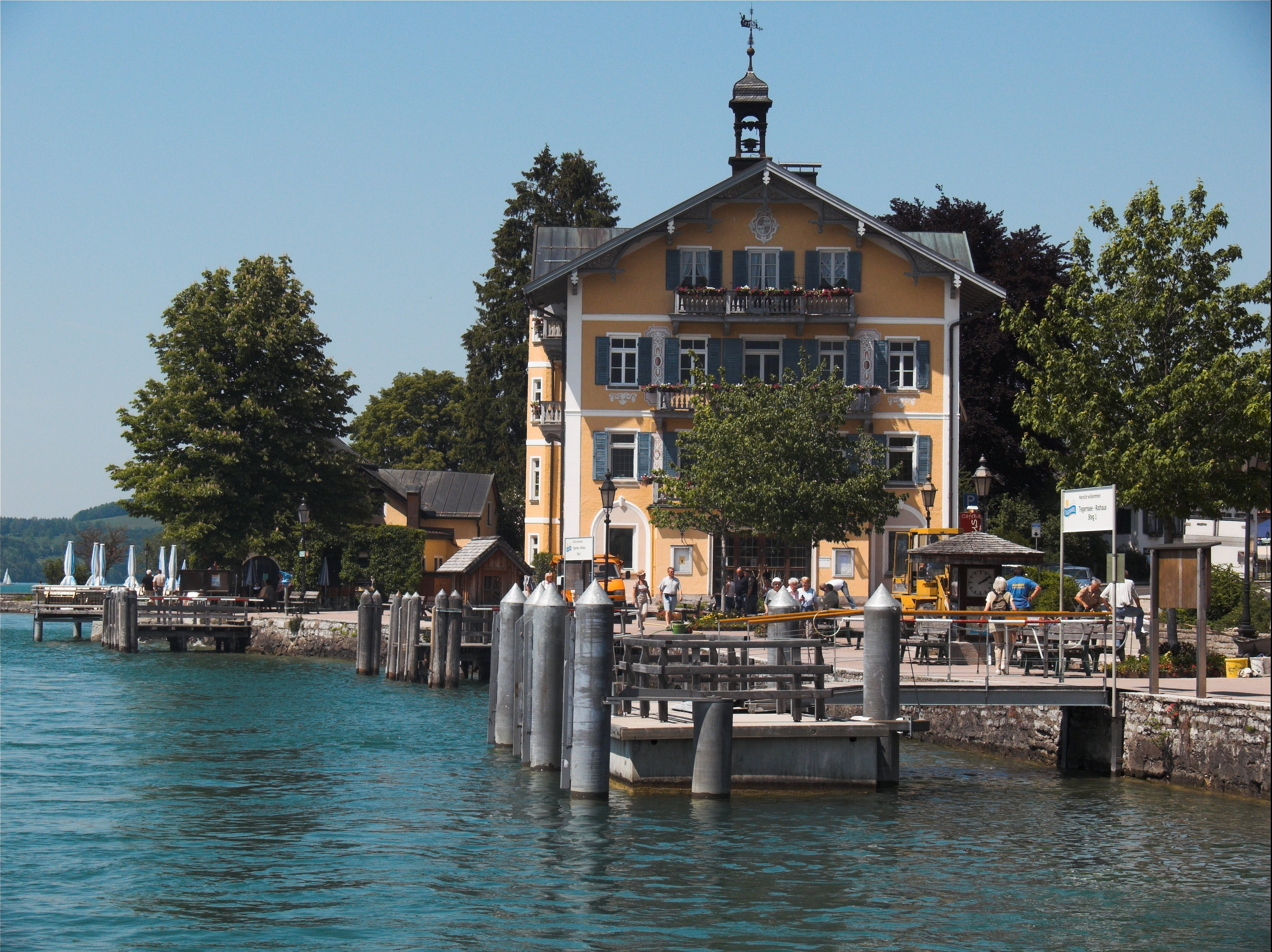
Rathaus Tegernsee mit Bootsanleger im Ortszentrum

Hauptsehenswürdigkeit ist das ehemalige Kloster Tegernsee, das eine bedeutende Rolle bei der Kultivierung Oberbayerns im Mittelalter spielte. Die aus dem Mittelalter stammende Klosterkirche St. Quirin wurde in der Barockzeit umgestaltet. Nach der Säkularisation wurde das Kloster als königliches Schloss genutzt, die Klosterkirche als Pfarrkirche des Orts. Das Schloss ist nach wie vor in Besitz der Wittelsbacher und beherbergt heute neben dem staatlichen Gymnasium Tegernsee eine Brauerei, die Gaststätte „Herzogliches Bräustüberl Tegernsee“ und das Restaurant „Schlossbrennerei Tegernsee“. Im ehemaligen Pfarrhaus des Klosters befindet sich das Heimatmuseum „Museum Tegernseer Tal“.
Weitere historisch bedeutsame Bauwerke sind das Sengerschloss (jetzt Teil des Hotels „Das Tegernsee“), das Ganghofer-Haus, das Stielerhaus, das Palais Wedelstaedt und die Villa Arco, das spätere Sanatorium Seeheim (jetzt Teil der Orthopädischen Klinik), das Sommerhaus des Lord Acton. Die vier letztgenannten Gebäude befinden sich auf der Kuppe des Leebergs, dem sogenannten Literatenhügel.
Das Umfeld des Schlosses wurde ab 1820 vom bedeutenden Gartenkünstler Friedrich Ludwig von Sckell in Form eines Landschaftsgartens gestaltet. Ab 1872 wurde dieser Schlossgarten noch durch einige Teppichbeete ergänzt, die der Gartenkünstler Carl von Effner entwarf. Trotz einiger Beeinträchtigungen durch Überbauung und Parkplatznutzung in Teilbereichen ist die Anlage in den Grundzügen heute noch erhalten und zählt zu den bedeutendsten Gartenplanungen des bayerischen Alpenvorlandes.

### Sport
Von überregionaler Bedeutung ist der Schachverein TV Tegernsee, der bis 2009 in der 1. Schachbundesliga spielte.

### Freizeit
Im August 2008 wurde die monte mare Seesauna eröffnet. Nebenan befindet sich das Strandbad.

## Wirtschaft
Der Schwerpunkt der Wirtschaft liegt im touristischen Bereich. Die Zahl der Hotelbetten sinkt aber mindestens seit der Jahrtausendwende kontinuierlich. 2013 waren es 1349 Betten, ein Rückgang von 20 % innerhalb von zehn Jahren. Dies verstärkt die Tendenz zum Tagestourismus.
Größter Arbeitgeber des Ortes ist die Orthopädische Klinik Tegernsee der Deutschen Rentenversicherung Bayern Süd. Die Klinik trägt etwa zu einem Drittel zu den Übernachtungszahlen Tegernsees bei. Im ehemaligen Kloster ist außerdem das Herzoglich Bayerische Brauhaus Tegernsee untergebracht.

### Verkehr

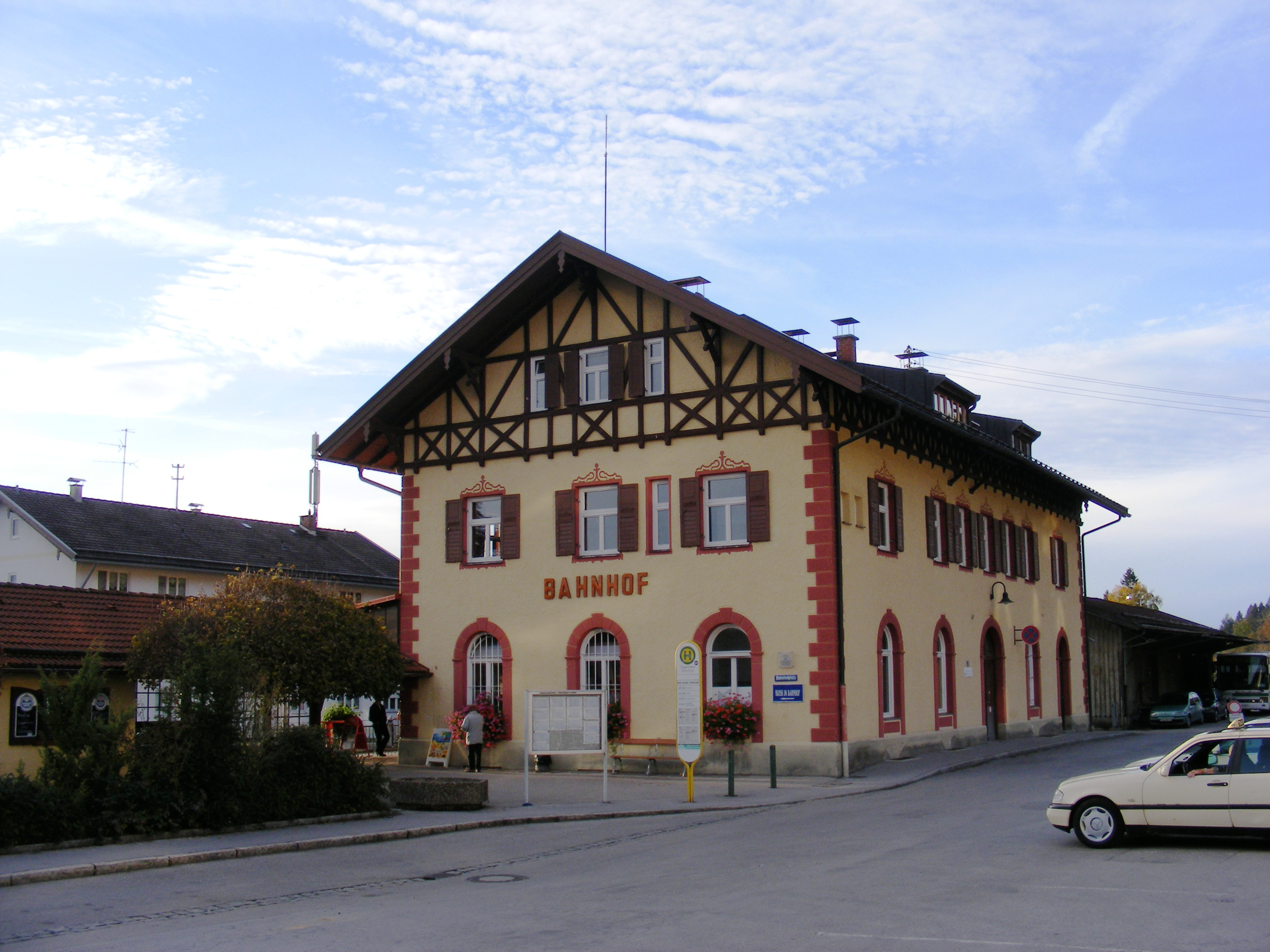
Bahnhof Tegernsee

Durch die Tallage und das hohe Verkehrsaufkommen durch eine Verschiebung zum Tagestourismus ergibt sich eine ungünstige Verkehrssituation.
Die Stadt Tegernsee liegt an der B 307 von Gmund am Tegernsee zum Sylvenstein-Stausee. Sie befindet sich rund 20 km südlich von Holzkirchen und der Bundesautobahn 8, 53 km von der Landeshauptstadt München, 18 km von Bad Tölz, 15 km von Miesbach, 44 km von Rosenheim und 34 km von Achenkirch am Achensee entfernt. Linienbusse fahren in die Nachbargemeinden Gmund, Bad Wiessee, Rottach-Egern und Kreuth (Tegernsee-Ringlinie), in das Weißachtal und weiter zum österreichischen Achensee sowie zur touristisch bedeutenden Valepp. Für Kurkarteninhaber ist die Nutzung der öffentlichen RVO-Busse im Tal kostenfrei, wodurch eine Verkehrsentlastung angestrebt wird.
Tegernsee ist ferner die Endstation der Tegernsee-Bahn, die heute von der Bayerischen Oberlandbahn im Stundentakt ab München Hauptbahnhof bedient wird. Im Pendler- und Ausflugsverkehr fährt sie häufiger.
Die Seeanlieger sind im Sommerhalbjahr durch regelmäßige Schiffsverbindungen der Bayerischen Seenschifffahrt über den See erreichbar. Die etwa 170 Meter lange Bootsfahrt mit dem „Überführer“ von der schmalsten Stelle der Egener Bucht am Hotel Seehotel Überfahrt in Rottach-Egern zur Tegernseer Halbinsel Point und zurück setzt eine über 500-jährige Fähr-Tradition fort.

## Persönlichkeiten

### Ehrenbürger
- Otto Beisheim (1924–2013), Gründer des Metro-Konzerns, Verleihung Anfang November 2005

### Söhne und Töchter der Stadt
- Egid Quirin Asam (1692–1750), Stuckateur und Bildhauer des Spätbarock
- Joseph Kriechbaumer (1819–1902), Zoologe (Entomologe).
- Sebastian Kirchberger (1846–1919), Domkapitular im Erzbistum München und Freising
- Marie Gabriele in Bayern (1878–1912), Tochter von Herzog Carl Theodor in Bayern
- Karl Sepp (1880–1962), Landrat im Landkreis Fürstenfeldbruck
- Ludwig Zoepf (1880–1966), Bibliothekar und Schriftsteller
- Marianne Seltsam (1932–2014), deutsche Skirennläuferin
- Katharina de Bruyn (1940–1993), bayerische Volksschauspielerin
- Wolfgang Winkler (1940–2001), Rennrodler, Bronzemedaillen-Gewinner bei Olympia
- Max Leo (1941–2012), Rennrodler, Vize-Weltmeister
- Anselm Prester (* 1943), Maler
- Wolfgang Meyer-Sabellek (* 1948), Mediziner, Hochschullehrer und Manager
- Werner Seibold (1948–2012), Sportschütze, Bronzemedaillen-Gewinner bei Olympia
- Wolfgang Herrmann (* 1950), Musikschaffender
- Franz Winter (* 1950), Regisseur, Schauspieler, Musikproduzent und Schriftsteller
- Hans Estner (* 1951), Biathlet
- Eva Mattes (* 1954), österreichische Schauspielerin
- Andreas Petzold (* 1955), Chefredakteur des Stern
- Wolfgang Lackerschmid (* 1956), Jazzmusiker
- Michael Veith (* 1957), Skirennläufer
- Stefan Winter (* 1958), Musikproduzent, Klangkünstler
- Birgit Stolzenburg (* 1959), Musikerin, Hackbrettistin, Salteriospielerin
- Karl Edelmann (* 1962), Musiker und Komponist
- Joe Baudisch (* 1964), Schlagzeuger
- Günther Eger (* 1964), Bobfahrer
- Mirko Bonné (* 1965), Schriftsteller und Übersetzer
- Cosima von Borsody (* 1966), Schauspielerin
- Wolfgang Rzehak (* 1967), Landrat 2014–2020
- Martin Unterberger (* 1967), Musiker und Komponist
- Sebastian von Ammon (* 1968), Jurist und Staatssekretär
- Peter Schlickenrieder (* 1970), Skilangläufer
- Daniela März (* 1971), Schauspielerin
- Marcus H. Rosenmüller (* 1973), Filmregisseur
- Tobias Öller (* 1974), Kabarettist und Bühnenkünstler
- Daniel Schönauer (* 1975), Kameramann
- Burgi Heckmair (* 1976), Snowboarderin
- Maria Sebald (* 1977), Eishockey- und Softballspielerin
- Florian Böhm, eigentlich Florian Büse (* 1978), Schauspieler und Regisseur
- Jan Reiser (* 1978), Comiczeichner, Storyboarder, Illustrator, Designer und Cartoonist
- Matthias Hart (* 1979), Eishockeyspieler
- Markus Busch (* 1981), Eishockeyspieler
- Florian Busch (* 1985), Eishockeyspieler
- Karl Bär (* 1985), Politiker
- Sina Doughan (* 1987), Politikerin
- Christine Eixenberger (* 1987), Kabarettistin
- Julian Hesse (* 1988), Jazzmusiker
- Sebastiano Sing (* 1988), Künstler
- Benjamin Adjei (* 1990), Politiker (Bündnis 90/Die Grünen)
- Andreas Eder (* 1996), Eishockeyspieler
- Florian Wilmsmann (* 1996), Freestyle-Skier
- Tobias Eder (1998–2025), Eishockeyspieler

### Personen, die in der Stadt gewirkt haben oder wohnten

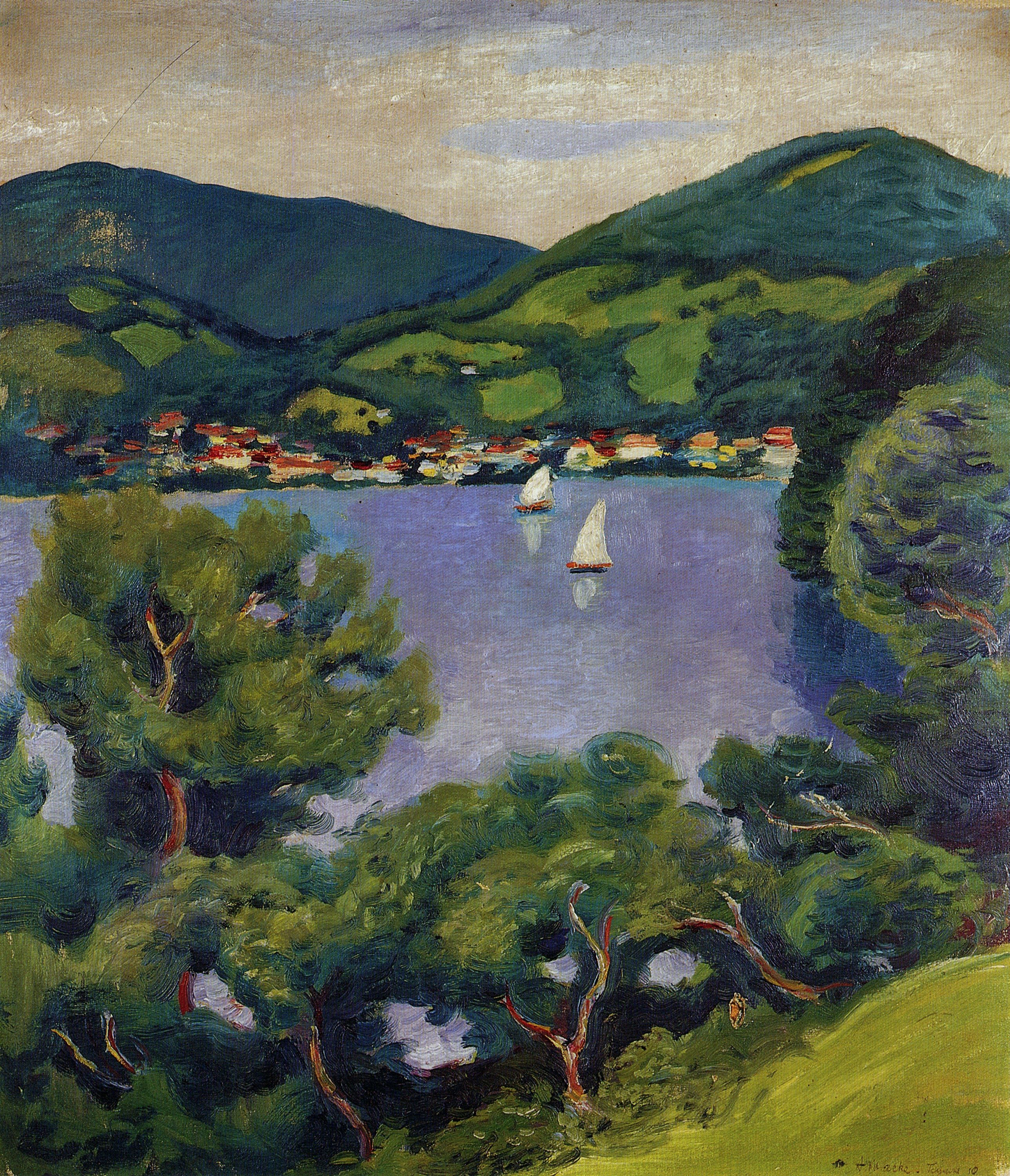
August Macke: Ansicht von Tegernsee (1910)

- Joseph Karl Stieler (1781–1858), Kunstmaler, Hofmaler des bayerischen Königs
- Amalie von Stubenrauch (1805–1876), Schauspielerin und Vertraute Wilhelm I. (Württemberg), erwarb 1862 das vorhergehende Gebäude des heutigen Palais Wedelstaedt und lebte dort bis zu ihrem Tod
- Amalie von Lerchenfeld (1808–1888), Gräfin Adlerberg
- John Emerich Edward Dalberg-Acton, 1. Baron Acton (1834–1902), fand seine letzte Ruhestätte auf dem Tegernseer Friedhof
- Karl Stieler (1842–1885), Jurist und Dichter; dort begraben
- Ludwig Ganghofer (1855–1920), Schriftsteller, verbrachte die letzten Jahre seines Lebens dort
- Maximilian Graf von Wiser (1861–1938), berühmter Augenarzt, von 1925 bis 1930 Eigentümer der Villa Arco, dem späteren Seeheim
- Oskar Messter (1866–1943), Filmpionier, beerdigt auf dem Tegernseer Friedhof
- Ludwig Thoma (1867–1921), lebte seit 1908 in seinem Haus „Auf der Tuften“ in Tegernsee, wo er auch starb
- Hedwig Courths-Mahler (1867–1950), lebte seit 1935 in ihrem Haus in der Schwaighofstraße 47, wo sie auch verstarb
- Rainer Simons (1869–1934), Sänger, Regisseur und Theaterdirektor
- Olaf Gulbransson (1873–1958), Zeichner des Simplicissimus, lebte seit 1929 auf „seinem“ Schererhof bei Tegernsee
- Walter Bruno Iltz (1886–1965), Theaterdirektor und Regisseur, lebte in seinem Anwesen „Iltzenhof“ am Tegernsee und starb dort
- August Macke (1887–1914), Maler und Mitglied der Künstlergruppe Der Blaue Reiter, lebte und malte von 1909 bis 1910 ein Jahr in Tegernsee
- Friedrich Karl von Eberstein (1894–1979), deutscher Politiker (NSDAP) und ehemaliger Polizeipräsident von München, lebte seit 1950 in Tegernsee und fand seine letzte Ruhestatt auf dem Tegernseer Friedhof[16][17][18]
- Herbert Beck (1920–2010), deutscher Maler, lebte ab 1948 in Tegernsee und starb dort
- Doreen Dietel (* 1974), deutsche Schauspielerin und Gastronomin, lebt in Tegernsee und betreibt dort seit 2018 die Gaststätte Café Dürnbecker
- Christopher Rubens Holm (*  2004), brasilianischer Skirennläufer, in Tegernsee aufgewachsen